# Качмар Олег Петрович
Олег Петрович Качмар — сержант Збройних сил України, учасник російсько-української війни, що відзначився під час російського вторгнення в Україну в 2022 році.
Курсант групи 31-НА, 1-го навчального курсу  сержантського складу Військового коледжу Національної академії сухопутних військ імені гетьмана Петра Сагайдачного.

## Нагороди
- орден «За мужність» III ступеня (2022) — за особисту мужність і самовіддані дії, виявлені у захисті державного суверенітету та територіальної цілісності України, вірність військовій присязі.